# Bisert (rivier)
De Bisert (Russisch: Бисерть) is een rivier in het Oeralgebied en vormt een zijrivier van de Oefa. De rivier heeft een lengte van 157 kilometer en stroomt iets voorbij Krasno-oefimsk in de Oefa.
Zijrivieren van de Bisert zijn de Tsjikisjan, Borysjen, Baska, Laktasj, Irmis, Oet en Atsjit (aan rechterzijde) en Kirgisjanka, Kamenka, Tsjemiska, Tsjernaja, Talitsa, Poet, Tjoesj en Arija (aan linkerzijde).